# Harpocració de Mendes
Harpocració de Mendes (en llatí Harpocration, en grec antic Ἁρποκρατίων) fou un escriptor grec esmentat per Ateneu de Naucratis que va escriure un llibre sobre cuina (sobre pastissos) anomenat Περὶ Πλακούντων. Un escriptor del mateix nom és mencionat com el mestre de Dius, però es desconeix si és la mateixa persona.